# Кординг, Гарри
Га́рри Ко́рдинг (англ. Harry Cording; 26 апреля 1891, Веллингтон, Сомерсет — 1 сентября 1954, Сан-Валли, Калифорния) — американский киноактёр.

## Биография
Гектор Уильям Кординг (настоящее имя актёра) родился 26 апреля 1891 года в городке Веллингтон (графство Сомерсет, Англия). В 1919 году устроился стюардом в пароходную компанию, чьи корабли ходили до Нью-Йорка. Совершив несколько таких путешествий, Кординг решил бросить работу и остаться в США. Вскоре он перебрался на другой конец страны, в Лос-Анджелес, где в 1925 году начал карьеру киноактёра.
Рост Кординга составлял 183 сантиметра, он был коренастого телосложения, а внешне напоминал австрийского киноактёра Оскара Хомолку, который был активен примерно в одно время с ним, правда больше в кинематографе Германии, а позднее — Великобритании. За 29 лет Гарри Кординг (так он изменил своё имя для кинематографа) снялся примерно в 280 кинофильмах (пять из них были короткометражными) и киносериалах, а также в четырёх эпизодах четырёх телесериалов. Кординг был актёром эпизодических ролей: более чем в 200 случаях он даже не был указан в титрах. Амплуа — второстепенные мелкие преступники, приспешники-прихвостни, стражники-охранники и полицейские, также часто играл шофёров, моряков, кузнецов и шахтёров. Кроме того актёру хорошо удавались иностранцы: он неоднократно играл французов, венгров, русских, турок, немцев, англичан-кокни и даже киргизов.
Гарри Кординг скончался 1 сентября 1954 года в районе Сан-Валли (город Лос-Анджелес, Калифорния) в возрасте 63 лет.

### Личная жизнь
Актёр был женат на Маргарет Кординг (до замужества — Фьиро; 1912—1991). Брак был заключён в 1938 году и продолжался до самой смерти Кординга; у них было четверо детей.

## Избранная фильмография

### В титрах указан
- 1928 — Награда сорвиголовы[англ.] / Daredevil's Reward — Сэконд Хэви
- 1928 — Патриот / The Patriot — Стефан
- 1928 — Грехи отцов[англ.] / Sins of the Fathers — бандит
- 1929 — Спасение[англ.] / The Rescue — Белараб
- 1929 — Шквал / The Squall — Петер
- 1929 — Остров пропавших кораблей[англ.] / The Isle of Lost Ships — Галлахер
- 1930 — Невеста полка[англ.] / Bride of the Regiment — сержант Достал
- 1931 — Честь семьи[англ.] / Honor of the Family — Коуски
- 1932 — Техасский циклон[англ.] / Texas Cyclone — Джейк Фаруэлл
- 1933 — Попался![англ.] / Captured! — санитар
- 1934 — Чёрный кот / The Black Cat — Тамал
- 1934 — Большие надежды[англ.] / Great Expectations — Долдж Орлик, подмастерье кузнеца
- 1935 — Одиссея капитана Блада / Captain Blood — Кент
- 1937 — Принц и нищий / The Prince and the Pauper — стражник
- 1938 — Приключения Робин Гуда / The Adventures of Robin Hood — Дикон Мальбет
- 1938 — Долина гигантов[англ.] / Valley of the Giants — Грир
- 1939 — Аризонский легион[англ.] / Arizona Legion — Виски Джо
- 1939 — Каждое утро я умираю / Each Dawn I Die — Темпл
- 1940 — Морской ястреб / The Sea Hawk — рабовладелец
- 1940 — Кинг из Королевской канадской конной полиции[англ.] / King of the Royal Mounted — Уэйд Гэрсон
- 1940 — Великое ограбление самолёта[англ.] / The Great Plane Robbery — Эдди Линдо
- 1942 — Арабские ночи / Arabian Nights — кузнец
- 1944 — Али-Баба и сорок разбойников[англ.] / Ali Baba and the Forty Thieves — Махмуд
- 1944 — Великая тайна Аляски[англ.] / The Great Alaskan Mystery — капитан Гридер (в 1—3 частях)
- 1944 — Миссис Паркингтон[англ.] / Mrs. Parkington — Хамфри
- 1945 — Дом страха / The House of Fear — капитан Джон Симпсон
- 1946 — Одет для убийства / Dressed to Kill — Хамид
- 1946 — Срочный груз[англ.] / Hot Cargo — Мэтт Уэйн
- 1946 — Отступница[англ.] / Renegade Girl — Миллер
- 1948 — Женская месть / A Woman's Vengeance — МакНабб, шофёр
- 1948 — 13 оловянных солдатиков[англ.] / 13 Lead Soldiers — Эдвард Вейн
- 1949 — Сражающийся О’Флинн[англ.] / The Fighting O'Flynn — Пэт
- 1950 — Морской тиран[англ.] / Tyrant of the Sea — Сэмпсон Эдвардс, моряк
- 1950 — Капитан Блад[англ.] / Fortunes of Captain Blood — Уилл Уорд
- 1950 — Последний из пиратов[англ.] / Last of the Buccaneers — Крэгг Браун, моряк
- 1951 — Эл Дженнингс из Оклахомы[англ.] / Al Jennings of Oklahoma — Майк Бриджес
- 1951 — Санта-Фе[англ.] / Santa Fe — Большой Лось
- 1952 — Большие деревья / The Big Trees — Клив Крегг
- 1952 — Храбрый воин[англ.] / Brave Warrior — Шейн МакГрегор
- 1952 — Против всех врагов / Against All Flags — Гоу
- 1953 — Человек на чердаке / Man in the Attic — детектив сержант Бейтс

### В титрах не указан
- 1928 — Последний приказ / The Last Command — революционер
- 1928 — Почувствуй мой пульс[англ.] / Feel My Pulse — лодочник
- 1930 — Молодая луна[англ.] / New Moon — солдат-киргиз в форте Дарваз
- 1931 — Право проезда[англ.] / The Right of Way — приспешник Ружа
- 1931 — Я люблю ваши нервы[англ.] / I Like Your Nerve — офицер Сан Аранго
- 1931 — Мата Хари / Mata Hari — Иван
- 1932 — Весело мы катимся в ад[англ.] / Merrily We Go to Hell — Фред, бармен
- 1932 — Мой приятель король[англ.] / My Pal, the King — дворцовый стражник
- 1932 — Хижина в хлопчатнике / The Cabin in the Cotton — Росс Клинтон
- 1932 — Багряная заря[англ.] / Scarlet Dawn — революционер
- 1933 — Скандал в Риме / Roman Scandals — солдат Валериев
- 1934 — Дом Ротшильдов[англ.] / The House of Rothschild — мужчина
- 1934 — Вива, Вилья! / Viva Villa! — мажордом
- 1934 — Граф Монте-Кристо / The Count of Monte Cristo — тюремщик
- 1934 — Остров сокровищ / Treasure Island — Генри, пират
- 1934 — Мы снова живы / We Live Again — тюремщик
- 1934 — Человек, вернувший себе голову[англ.] / The Man Who Reclaimed His Head — механик-француз
- 1935 — Жизнь бенгальского улана / The Lives of a Bengal Lancer — часовой
- 1935 — Чарли Чан в Париже / Charlie Chan in Paris — жандарм, арестовывающий Иветту Ламартин
- 1935 — Тайна Эдвина Друда[англ.] / The Mystery of Edwin Drood — турок, курящий опиум
- 1935 — Капризная Мариетта[англ.] / Naughty Marietta — пират
- 1935 — Отверженные / Les Misérables — стражник
- 1935 — Чёрная ярость[англ.] / Black Fury — Луи
- 1935 — Крестовые походы[англ.] / The Crusades — эмир
- 1935 — Анна Каренина / Anna Karenina — офицер на балу
- 1935 — Питер Иббетсон[англ.] / Peter Ibbetson — стражник
- 1935 — Мятеж на «Баунти» / Mutiny on the Bounty — солдат
- 1936 — Сброд[англ.] / Riffraff — Джо, агитатор
- 1936 — Сельский доктор[англ.] / The Country Doctor — лесоруб
- 1936 — Белый ангел[англ.] / The White Angel — кладовщик больницы
- 1936 — Сьюзи[англ.] / Suzy — шофёр мадам Дианы Эйрилл
- 1936 — Последний из могикан[англ.] / The Last of the Mohicans — охотник
- 1937 — Жизнь даётся один раз / You Only Live Once — охранник
- 1937 — Девушка из Салема / Maid of Salem — стражник
- 1937 — Дорога назад[англ.] / The Road Back — проводник
- 1937 — Покорение[англ.] / Conquest — казак
- 1938 — Приключения Марко Поло[англ.] / The Adventures of Marco Polo — офицер Хайду
- 1938 — Мария-Антуанетта / Marie Antoinette — палач
- 1938 — Рождественская песнь[англ.] / A Christmas Carol — официант
- 1939 — Встань и дерись[англ.] / Stand Up and Fight — кузнец
- 1939 — Сын Франкенштейна / Son of Frankenstein — бородатый жандарм
- 1939 — Приключения Гекльберри Финна / The Adventures of Huckleberry Finn — мужчина, укравший арбуз
- 1939 — Сыны свободы[англ.] / Sons of Liberty — арестованный британский солдат (к/м)
- 1939 — Солнце никогда не садится[англ.] / The Sun Never Sets — охранник в лагере Хьюго Зурофа
- 1939 — Горбун из Нотр-Дама / The Hunchback of Notre Dame — стражник
- 1939 — Приключения Шерлока Холмса / The Adventures of Sherlock Holmes — Крэгин
- 1939 — Правители моря[англ.] / Rulers of the Sea — моряк
- 1939 — Башня смерти[англ.] / Tower of London — лидер секты убийц детей
- 1939 — Дестри снова в седле / Destry Rides Again — «Жуткий» — бандит, одалживающий Тому Дестри оружие
- 1939 — Свет погас[англ.] / The Light That Failed — солдат
- 1940 — Возвращение человека-невидимки / The Invisible Man Returns — шахтёр, произносящий «Оставь парик на Вилли»
- 1940 — Гроздья гнева / The Grapes of Wrath — помощник шерифа
- 1940 — Маленький старый Нью-Йорк[англ.] / Little Old New York — мужчина в толпе, призывающий поджечь «Клермонт»
- 1940 — Дом о семи фронтонах / The House of the Seven Gables — Хокинс, кузнец
- 1940 — Странный груз / Strange Cargo — охранник
- 1940 — Вирджиния-Сити / Virginia City — «Пугало», заключённый тюрьмы Либби
- 1940 — Чёрная команда / Dark Command — разъярённый горожанин в банке
- 1940 — Когда Далтоны перешли черту[англ.] / When the Daltons Rode — приспешник Ригби
- 1940 — Почта от Рейтера[англ.] / A Dispatch from Reuters — моряк из Новой Шотландии
- 1940 — Дорога на Санта-Фе / Santa Fe Trail — рабочий на переправе через Делавэр
- 1941 — Так кончается наша ночь[англ.] / So Ends Our Night — картёжник
- 1941 — Ярость в небесах / Rage in Heaven — делегат от рабочих
- 1941 — Снова в седле[англ.] / Back in the Saddle — скандалист
- 1941 — Они встретились в Бомбее / They Met in Bombay — капрал
- 1941 — Лидия[англ.] / Lydia — гостиничный детектив
- 1941 — Человек-волк / The Wolf Man — Уайкс
- 1942 — Сын ярости: История Бенджамина Блейка[англ.] / Son of Fury: The Story of Benjamin Blake — Тёрнки
- 1942 — Загони их, ковбой[англ.] / Ride 'Em Cowboy — игрок в покер
- 1942 — Призрак Франкенштейна / The Ghost of Frankenstein — Фроун
- 1942 — Негодяи / The Spoilers — шахтёр
- 1942 — Шерлок Холмс и голос ужаса / Sherlock Holmes and the Voice of Terror — Камберуэлл
- 1942 — Янки в Итоне[англ.] / A Yank at Eton — бармен
- 1942 — Гробница мумии / The Mummy's Tomb — Вик, фермер
- 1942 — Дорога в Марокко / Road to Morocco — воин
- 1942 — Питтсбург[англ.] / Pittsburgh — шахтёр
- 1942 — Шерлок Холмс и секретное оружие / Sherlock Holmes and the Secret Weapon — Джек Брейди
- 1942 — Теннесси Джонсон[англ.] / Tennessee Johnson — капитан МакГрюдер
- 1943 — Четники! Сражающиеся партизаны / Chetniks! The Fighting Guerrillas — немецкий сержант
- 1943 — Луна зашла[англ.] / The Moon Is Down — Альберт, шахтёр
- 1943 — Миссия в Москву / Mission to Moscow — кузнец
- 1943 — По ком звонит колокол / For Whom the Bell Tolls — мужчина, избивающий мэра
- 1943 — Человек из Новой Зеландии[англ.] / The Man from Down Under — спорщик
- 1943 — Паучиха / The Spider Woman — Фред Гэрвин
- 1943 — Песня Бернадетт / The Song of Bernadette — каменщик
- 1944 — Самозванец[англ.] / The Impostor — капитан грузового судна
- 1944 — Леди-призрак / Phantom Lady — слушатель в зале суда рядом с Кэрол «Канзас» Ричмен
- 1944 — Путь в Марсель[англ.] / Passage to Marseille — начальник охраны
- 1944 — Час перед рассветом[англ.] / The Hour Before the Dawn — Сэм
- 1944 — Жемчужина смерти / The Pearl of Death — Джордж Гелдер
- 1944 — Кисмет / Kismet — полицейский
- 1944 — Американский роман[англ.] / An American Romance — рабочий на собрании
- 1944 — Потерянные в гареме[англ.] / Lost in a Harem — шеф полиции
- 1944 — Синяя Борода[англ.] / Bluebeard — полицейский
- 1945 — Королева джунглей[англ.] / Jungle Queen — хриплый моряк на палубе
- 1945 — Секретный агент[англ.] / Confidential Agent — суровый «детектив»
- 1945 — Лестница к свету[англ.] / Stairway to Light — горожанин (к/м)
- 1945 — Капитан Кидд / Captain Kidd — надзиратель Ньюгейтской тюрьмы
- 1945 — Сан-Антонио / San Antonio — разносчик
- 1946 — Разбойник и королева[англ.] / The Bandit of Sherwood Forest — телохранитель настоятельницы
- 1946 — Ночной кошмар / Terror by Night — Мок
- 1946 — Преданность / Devotion — кучер испуганных лошадей
- 1946 — Ночь в раю[англ.] / Night in Paradise — капитан
- 1946 — Вердикт / The Verdict — несговорчивый англичанин
- 1946 — Дама, далёкая от совершенства[англ.] / The Imperfect Lady — полицейский
- 1946 — Калькутта / Calcutta — чайный плантатор
- 1947 — Калифорния[англ.] / California — шахтёр
- 1947 — Рабыня[англ.] / Slave Girl — капитан стражи
- 1947 — Непобеждённый / Unconquered — стрелок Мартина Гарта
- 1947 — Изгнанник[англ.] / The Exile — круглоголовый
- 1948 — Фехтовальщик[англ.] / The Swordsman — кузнец
- 1948 — Чёрная стрела[англ.] / The Black Arrow — стражник
- 1948 — Янки с юга[англ.] / A Southern Yankee — всадник-партизан
- 1948 — Эта дама в горностае / That Lady in Ermine — Орландо, предок
- 1948 — Красная река / Red River — игрок
- 1948 — Поцелуями сотри кровь с моих рук / Kiss the Blood Off My Hands — полицейский
- 1949 — Жажда золота[англ.] / Lust for Gold — Джо
- 1949 — Верёвка из песка / Rope of Sand — охранник
- 1949 — Вызов Лесси / Challenge to Lassie — Адам, кузнец
- 1949 — Самсон и Далила / Samson and Delilah — принц
- 1950 — Медный Каньон[англ.] / Copper Canyon — шахтёр
- 1950 — Дочь пирата / Buccaneer's Girl — завсегдатай бара
- 1950 — Груз в Кейптаун / Cargo to Capetown — смазчик[англ.] в машинном отделении
- 1950 — Месть Робин Гуда[англ.] / Rogues of Sherwood Forest — офицер
- 1950 — Осуждённый / Convicted — заключённый
- 1951 — Сирокко / Sirocco — мастер-сержант
- 1951 — Железный человек / Iron Man — шахтёр
- 1951 — Странная дверь[англ.] / The Strange Door — стражник
- 1952 — Сан-францисская история[англ.] / The San Francisco Story — картёжник
- 1952 — Капитан Пират[англ.] / Captain Pirate — надзиратель полковника Рэмзи
- 1952 — Плимутское приключение[англ.] / Plymouth Adventure — помощник старшего констебля
- 1952 — Дорога на Бали[англ.] / Road to Bali — отец Верны
- 1952 — Андрокл и лев / Androcles and the Lion — солдат
- 1953 — Сокровище Золотого Кондора[англ.] / Treasure of the Golden Condor — Бретон
- 1953 — Титаник / Titanic — инженер котельной
- 1953 — Закон и порядок[англ.] / Law and Order — горожанин
- 1953 — Эбботт и Костелло встречают доктора Джекилла и мистера Хайда / Abbott and Costello Meet Dr. Jekyll and Mr. Hyde — грубиян в парке
- 1953 — А вот и девушки[англ.] / Here Come the Girls — инженер прачечной
- 1954 — Деметрий и гладиаторы / Demetrius and the Gladiators — стражник, сопровождающий заключённых
- 1954 — Чёрный щит Фолуорта[англ.] / The Black Shield of Falworth — капитан королевской стражи
- 1954 — Ричард Львиное Сердце[англ.] / King Richard and the Crusaders — кастелейнский оратор
- 1954 — На трёх тёмных улицах / Down Three Dark Streets — мужчина, получающий обтирание
- 1955 — К востоку от рая / East of Eden — хвастун[5]

### Телевидение
- 1950 — Одинокий рейнджер[англ.] / The Lone Ranger — Фрэнк Лукас (в эпизоде Sheep Thieves[англ.])
- 1952 — Приключения Супермена[англ.] / Adventures of Superman — водитель автобуса (в эпизоде Superman on Earth[англ.], в титрах не указан)
- 1953 — Приключения Дикого Билла Хикока[англ.] / The Adventures of Wild Bill Hickok — Гаррис (в эпизоде Chain of Events)